# Levo Comigo
"Levo Comigo" é uma canção da banda brasileira de rock Restart, lançada como o segundo single de seu álbum de estreia homônimo.

## Formação
- Pe Lanza – baixo, vocais
- Pe Lu – guitarra, vocais
- Koba – guitarra, vocais de apoio
- Thominhas – bateria

## Prêmios e indicações
| Ano  | Organização            | Categoria  | Resultado | Ref.  |
| ---- | ---------------------- | ---------- | --------- | ----- |
| 2010 | MTV Video Music Brasil | Hit do Ano | Venceu    | [ 1 ] |